# 北冕座RR
北冕座RR（RR CrB, HD 140297, HIP 76844）是M3型，位於北冕座的半規則變星，視差2.93mas，也就是距離341秒差距（1,110光年）。它的光度在7.3和8.2等之間，以超過60.8天的週期變化著。它距離太陽1,228光年之遙，它的亮度約為太陽的2,180倍，表面溫度為3,309K。